# Wicket (postać)
Wicket Wystri Warrick – fikcyjna postać ze świata Gwiezdnych wojen, pojawiająca się w filmie Gwiezdne wojny: część VI – Powrót Jedi z 1983 roku, gdzie w jego rolę wcielił się Warwick Davis. 
Wicket był młodym Ewokiem i miał około 80 cm wzrostu. Był cały porośnięty gęstym futrem. Jego bronią była włócznia z krzemiennym grotem. Zaprzyjaźnił się z księżniczką Leią. 

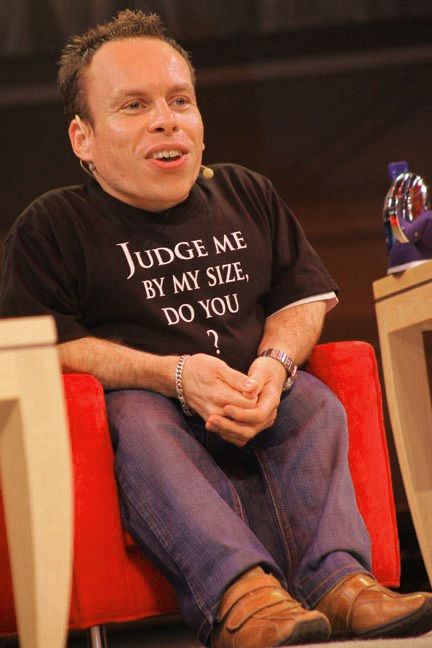
Warwick Davis, odtwórca roli Wicketa

Jest także głównym bohaterem filmów telewizyjnych Przygoda wśród Ewoków (1984) i Ewoki: Bitwa o Endor (1985) (w obu przypadkach w rolę wcielił się Warwick Davis) oraz serialu animowanego Gwiezdne wojny: Ewoki (1985–1986), gdzie głos podkładali Jim Henshaw i Denny Delk. 
W 1985 pojawiła się w sprzedaży figurka przedstawiająca Wicketa.